# 中沢圭吾
中沢 圭吾（なかざわ けいご）は、NHKの元アナウンサー。

## 人物
香川県坂出市生まれ、愛媛県松山市育ち。2010年入局。
趣味はクラシック観賞、美術館巡り。

## 過去の担当番組
甲府放送局時代（2010年度 - 2013年度）
- 山梨県のニュース
- Newsまるごと山梨（キャスター）
- 着信御礼!ケータイ大喜利

秋田放送局時代（2014年4月 - 2014年9月）
- ニュースこまち（キャスター）
- ひるブラ「ヘルシー"赤べこ"の里～秋田県鹿角市～」（2014年3月18日）

松山放送局時代（2014年10月 - 2017年度）
- 愛媛県・四国地方のニュース

宮崎放送局時代（2018年度 - 2020年8月）　
- NHKニュース イブニング宮崎（キャスター：2018年4月2日 - 2020年8月28日）
- 宮崎県のニュース
- あさイチ
  - 「JAPA-NAVI 宮崎・日南」ナビゲーター（2017年12月21日）
  - 「JAPA-NAVI 小林市」ナビゲーター（2019年11月14日）
- ひるブラ「たまたま解禁!皮ごと食べる高級きんかん～宮崎・串間市～」（2018年1月17日）
- ニュース845福岡（2019年12月11日・応援要員）

札幌放送局時代（2020年9月 - ）

## 同期のアナウンサー
- 大成安代（退職）
- 桑子真帆
- 田中泉（退職）
- 酒井良彦
- 宮﨑慶太
- 栗原望
- 大橋拓
- 岡崎太希
- 高木優吾
- 三平泰丈
- 西阪太志
- 松田雄偉（退職）